# Североамериканский концертный тур Led Zeppelin 1971 года
Седьмой концертный тур группы Led Zeppelin проходивший летом 1971 года на территории Северной Америки, в период с 7 августа по 17 сентября. Турне включало в себя два разминочных шоу в Монтрё (Швейцария).
Тур состоялся незадолго до выхода альбома Led Zeppelin IV. Музыканты надеялись выпустить его во время гастролей, но различные обстоятельства (в том числе разногласия с обложкой) помешали этому случиться.
На тот момент это был самый продолжительный перерыв между гастролями группы по Северной Америке — их предыдущий тур состоялся почти год назад. Во время отсутствия Led Zeppelin хард-рок-группа Grand Funk Railroad закрепила свое влияние на американском музыкальном рынке, поэтому коллектив стремился восстановить свою концертную репутацию благодаря этой серии выступлений.
Материал нового альбома был очень хорошо принят публикой, тем самым подготовив почву, для высоких продаж, перед релизом пластинки в ноябре.
Как и предыдущие, европейские гастроли Led Zeppelin, этот тур отличался высоким количеством беспорядков на концертах, в том числе во время шоу в Нью-Йорке, Торонто и Бостоне, о чём свидетельствуют пиратские записи этих концертов. Помимо этого, в полицию стали поступать звонки с угрозами убить Джимми Пейджа. После этого, во время выступлений в Лос-Анджелесе, Нью-Йорке, Торонто и Рочестере, музыканты видели возле сцены вооружённого человека
Перед американским туром Роберт Плант сбрил бороду — сменив имидж, которого он, и его коллеги, придерживались около полугода (чтобы аудитория оценивала их музыку, а не внешний вид). Джон Пол Джонс последовал его примеру месяц спустя, а следом за ним — Пейдж. В конце 1972 года Джонс вновь отрастил бороду и ходил с ней до марта 1973-го, затем с усами — во время североамериканского турне 1973 года, после чего вновь с бородой — с конца 1975 до начала 1977 года.
Именно во время этих гастролей произошёл печально известный «Инцидент со складным стулом» (англ. Folding Chair Incident). 26 августа на шоу в Хьюстоне несколько фанатов бросили на сцену складные стулья в знак протеста против завышения цены на билеты. Никто не пострадал, и шоу продолжалось без каких-либо задержек.
Это турне стало самым масштабным и дорогостоящим в карьере Led Zeppelin на тот момент: группа отыграла в 20 концертных залах, каждый из которых вмещал как минимум 12 000 зрителей, суммарные гонорары ансамбля составили более 1 000 000 долларов.

## Сет-лист
Практически на всех концертах список композиций состоял из следующих песен:
1. «Walk, Don’t Run»[англ.] (только 22 августа)
2. «Immigrant Song» (Джимми Пейдж, Роберт Плант)
3. «Heartbreaker» (Джон Бонэм, Пейдж, Плант)
4. «Since I’ve Been Loving You» (Пейдж, Плант, Джон Пол Джонс)
5. «Out on the Tiles» (вступление) (Пейдж, Плант, Бонэм) / «Black Dog» (Пейдж, Плант, Джонс)
6. «Dazed and Confused» (Пейдж)
7. «Stairway to Heaven» (Пейдж, Плант)
8. «Celebration Day» (Пейдж, Плант, Джонс)
9. «That’s the Way»[англ.] (Пейдж, Плант)
10. «Going to California» (Пейдж, Плант)
11. «What Is and What Should Never Be» (Пейдж, Плант)
12. «Moby Dick» (Бонэм)
13. «Whole Lotta Love» (Пейдж, Плант, Бонэм, Джонс, Вилли Диксон)

Выходы «на бис» (вариации):
- «Communication Breakdown» (Пейдж, Плант, Бонэм)
- Соло на орга́не (Джонс) / «Thank You» (Пейдж, Плант)
- «Rock and Roll» (Пейдж, Плант, Бонэм, Джонс) (только 21 августа, 3 и 7 сентября)
- «Weekend»[англ.] (Post) (только 21 августа)

На протяжении гастролей в сет-листе происходили некоторые изменения в чередовании песен, а также замены композиций.

## Расписание концертов
| Дата                        | Город                       | Страна                      | Место                            |
| Европейские разминочные шоу | Европейские разминочные шоу | Европейские разминочные шоу | Европейские разминочные шоу      |
| --------------------------- | --------------------------- | --------------------------- | -------------------------------- |
| 7 августа 1971              | Монтрё                      | Швейцария                   | Montreux Casino                  |
| 8 августа 1971              | Монтрё                      | Швейцария                   | Montreux Casino                  |
| Северная Америка            |                             |                             |                                  |
| 19 августа 1971             | Ванкувер                    | Канада                      | Pacific Coliseum                 |
| 20 августа 1971             | Сиэтл                       | Соединённые Штаты           | Seattle Center Coliseum          |
| 21 августа 1971             | Инглвуд                     | Соединённые Штаты           | The Forum                        |
| 22 августа 1971             | Инглвуд                     | Соединённые Штаты           | The Forum                        |
| 23 августа 1971             | Форт-Уэрт                   | Соединённые Штаты           | Tarrant County Convention Center |
| 24 августа 1971             | Даллас                      | Соединённые Штаты           | Memorial Auditorium              |
| 26 августа 1971             | Хьюстон                     | Соединённые Штаты           | Sam Houston Coliseum             |
| 27 августа 1971             | Сан-Антонио                 | Соединённые Штаты           | Municipal Auditorium             |
| 28 августа 1971             | Сент-Луис                   | Соединённые Штаты           | St. Louis Arena                  |
| 29 августа 1971             | Новый Орлеан                | Соединённые Штаты           | Municipal Auditorium             |
| 31 August 1971              | Орландо                     | Соединённые Штаты           | Orlando Sports Stadium           |
| 1 сентября 1971             | Пемброк-Пайнс               | Соединённые Штаты           | Hollywood Sportatorium           |
| 3 сентября 1971             | Нью-Йорк                    | Соединённые Штаты           | Мэдисон-сквер-гарден             |
| 4 сентября 1971             | Торонто                     | Канада                      | Мейпл Лиф-гарденс                |
| 5 сентября 1971             | Чикаго                      | Соединённые Штаты           | Chicago Amphitheater             |
| 6 сентября 1971             | Бостон                      | Соединённые Штаты           | Бостон-гарден                    |
| 9 сентября 1971             | Хамптон                     | Соединённые Штаты           | Hampton Coliseum                 |
| 10 сентября 1971            | Сиракьюс                    | Соединённые Штаты           | Onondaga Veterans Auditorium     |
| 11 сентября 1971            | Рочестер                    | Соединённые Штаты           | War Memorial Auditorium          |
| 13 сентября 1971            | Беркли                      | Соединённые Штаты           | Berkeley Community Theatre       |
| 14 сентября 1971            | Беркли                      | Соединённые Штаты           | Berkeley Community Theatre       |
| 16 сентября 1971            | Гонолулу                    | Соединённые Штаты           | Neal S. Blaisdell Arena          |
| 17 сентября 1971            | Гонолулу                    | Соединённые Штаты           | Neal S. Blaisdell Arena          |